# 五山記考異
五山記考異（ござんきこうい）は建長寺、円覚寺、寿福寺、浄智寺、浄妙寺の鎌倉五山と、関東十刹のうち禅興寺、諸山のうち長寿寺、報国寺、長勝寺について、所在地、山号、旦那、開山、諸塔頭、伽藍、諸寮、境地の名などを記した禅刹記である。
『改定史籍集覧』第26冊 に「五山記考異/附住持籍」として収められている。 
日本史文献辞典などでは「鎌倉五山記考異附住持籍（かまくらござんきこういつけたりじゅうじせき）」として記述されることが多いが、『改定史籍集覧』ではタイトルは「五山記考異」で、その下に小さな字で「附住持籍」とある。
『史籍集覧』は岡崎藩の儒者近藤瓶城(1832年-1901年)が、古典保存の目的で『群書類従』から漏れた諸書を編纂したものだが、そのときに同類の書を後ろに付け足したと思われ、その部分が後半の「附住持籍」（つけたりじゅうじせき）である。
この部分は建長寺の住持を開山の蘭渓道隆から178世まで。円覚寺は同じく無学祖元から152世まで記したものである。
従って前半の「五山記考異」と後半の「附住持籍」の作成年代は異なると思われており、『鎌倉市史・寺社編』は「五山記考異」の成立年代を戦国時代天文年間頃とみており、『日本史文献解題辞典』は後半を江戸時代初期とみている。